# Raise Hell
Raise Hell ist eine schwedische Thrash-/Death-Metal-Band aus Stockholm.

## Bandgeschichte
1995 gründeten Jonas Nilsson (Gitarre), Niklas Sjöström (Bass) und Torstein Wickberg (Gitarre) eine Band, die unter den Namen Frost, Vinternaat und Frozen in Time firmierte. Nach mehreren Vorspielterminen fanden sie mit Dennis Ekdahl einen passenden Schlagzeuger. Sie benannten die Gruppe dann in In Cold Blood um und nahmen ein Demo mit dem Titel Nailed auf, das ihnen einen Deal mit Nuclear Blast einbrachte. Diese vertrieben das Demo zunächst noch unter dem alten Namen, später mit einem Aufkleber auf dem der heutige Bandname verzeichnet war.
Die Band benannte sich im Vorfeld zu den Aufnahmen zu ihrem Debütalbum in Raise Hell um, da eine amerikanische Hardcore-Band bereits In Cold Blood besetzt hatte. 1998 erschien Holy Target. Zur Zeit der Veröffentlichung war kein Mitglied der Band älter als 18 Jahre. Mehrere Auftritte im Vorprogramm von Dismember, Night in Gales und Agathodaimon und auf dem Wacken Open Air 1998 folgten.
1999 begannen die Aufnahmen zu Not Dead Yet. Anders Fridén von In Flames produzierte das Album im Studio Fredman. Es erschien 2000. Im Anschluss durfte Raise Hell den Support für die wiedervereinigten Destruction übernehmen. Auch in diesem Sommer spielten sie wieder auf dem Wacken Open Air. 2001 erscheint die DVD/CD Nuclear Blast Festivals 2000 auf der Raise Hell zusammen mit Destruction, Hypocrisy, Kataklysm und Crematory zu sehen sind.
2002 erschien Wicked Is My Game. Kurz nach Veröffentlichung entschied Nilsson sich auf das Gitarrenspiel zu konzentrieren, so dass mit Jimmy Fjällendahl ein neuer Sänger in die Band aufgenommen wurde. Nuclear Blast trennten sich nach Wicked Is My Game im gegenseitigen Einvernehmen von der Band. Mit Black Lodge wurde schnell eine neue Plattenfirma gefunden, doch nun stieg Thorstein Wickberg aus persönlichen Gründen aus. Die Band machte in Vierer-Besetzung weiter. Bis auf eine limitierte 7-Inch und einige wenige Auftritte wurde es still um die Band.
City of the Damned, ihr viertes Album, erschien schließlich 2006.
Nilsson und Ekdahl spielten noch bei Mortifer und Sins of Omission. Letztgenannter war außerdem als Schlagzeuger für Mystic Prophecy und Mörk Gryning aktiv. 2013 verließ Dennis Ekdahl die Band.
Nach neunjähriger Schaffenspause erschien im August 2015 das fünfte Album von Raise Hell, Written in Blood. Neuer Schlagzeuger der Band ist der ehemalige Destruction-Drummer Sven Vormann.

## Musikstil
Raise Hell wird vom Stil her meist mit dem Melodic Death Metal von Dissection verglichen, enthält aber weitaus mehr Thrash-Metal-Elemente als die vorgenannten. Auf den neueren Alben sind vermehrt Rock-Elemente zu vernehmen.
Die Band stammt ursprünglich aus der Black-Metal-Szene, wurde wegen ihres jugendlichen Alters und den Sauf- und Party-Texten jedoch selten ernst genommen. Ihre Jugend bescherte ihnen außerdem den Spitznamen „Death Metal Hansons“, den sie erst später ablegen konnten.

## Diskografie
- Holy Target (1998)
- Not Dead Yet (2000)
- Wicked Is My Game (2002)
- To the Gallows (EP, 2006)
- City of the Damned (2006)
- Written in Blood (2015)